# Charles Willy Kayser
Pour les articles homonymes, voir Kayser.
Charles Willy Kayser (1881-1942) est un acteur et un réalisateur allemand. Après des débuts au théâtre, il tourne dans plus d'une centaine de films de 1918 à 1941.

## Biographie
Charles Willy Kayser naît le 28 janvier 1881 à Metz, en Lorraine, pendant la première annexion allemande. Il suit le Conservatoire de la Société des Amis de la Musique à Vienne, où il reçoit une formation vocale. Comme baryton lyrique, Charles Kayser commence sa carrière en 1898 et rejoint six mois plus tard, Berlin. Il joue dans le registre des jeunes premiers au Théâtre Raimund, à Vienne, mais aussi à Carlsbad, New York, Hanovre, Breslau, Riga et Amsterdam. 
De 1911 à 1914, Charles Willy Kayser travaille au Burgtheater de Vienne. En 1914, il est nommé directeur de la comédie allemande à Riga. Immédiatement après le déclenchement de la Première Guerre mondiale, Charles Willy Kayser est arrêté par les autorités russes pour espionnage et envoyé en Sibérie.
Au début de 1918, Kayser s'enfuit de Russie et se rend à Berlin. Là, il commence sa carrière cinématographique. Charles Willy Kayser fut employé comme un acteur polyvalent dans un très grand nombre de productions. Il a souvent joué des officiers ou des aristocrates, comme dans le film Waterloo, où il incarne Frédéric-Guillaume III de Prusse. Il devint ensuite réalisateur.
Charles Willy Kayser meurt  à Berlin, le 10 juillet 1942, à l'âge de 61 ans.

## Filmographie
- 1918 : Der siebente Kuß : le Dr. Hürten
- 1918 : Sei getreu bis in den Tod
- 1919 : Lilli
- 1919 : Lillis Ehe, comme Hans v. Schöneich
- 1919 : Melodie des Herzens
- 1919 : Die Tragödie der Manja Orsan : Alfred, fils de Nörs
- 1919 : Anita Jo de Dimitri Buchowetzki
- 1919 : Dämon der Welt. 1. Das Schicksal des Edgar Morton
- 1919 : Das Geheimnis von Schloß Holloway
- 1919 : Das Nachttelegramm
- 1919 : Die Dame im Pelz : Till Harden
- 1919 : Flitter-Dörtje
- 1919 : Fräulein Zahnarzt
- 1920 : Der langsame Tod
- 1920 : Der Shawl der Kaiserin Katherina II
- 1920 : Gefolterte Herzen - 1. Teil: Ohne Heimat
- 1920 : Gefolterte Herzen - 2. Teil: Glück und Glas
- 1920 : Die Sippschaft
- 1920 : Va banque comme Herbert von Hochberg
- 1920 : Die Autofahrt unter der Erde
- 1920 : Der Amönenhof : le comte Leo von Zimburg
- 1920 : Der Schrei des Gewissens
- 1920 : Dämon der Welt. 2. Wirbel des Verderbens
- 1920 : Dämon der Welt. 3. Das goldene Gift
- 1920 : Das eherne Gesetz
- 1920 : Der fliegende Tod
- 1920 : Der Meister im Bösen
- 1920 : Die Siegerin : Paul
- 1920 : Gauner der Gesellschaft
- 1920 : Menschen
- 1920 : Mord... die Tragödie des Hauses Garrick
- 1920 : Zügelloses Blut. 1. Luxusfieber
- 1920 : Zügelloses Blut. 2. Die Diamantenfalle
- 1921 : Der ewige Fluch : Jan Graat
- 1921 : Betrüger des Volkes
- 1921 : Miss Venus : Bobby Parker
- 1921 : Die schwarze Spinne
- 1921 : Zu Hilfe!
- 1921 : Miss Beryll... die Laune eines Millionärs
- 1921 : Die Diktatur der Liebe, 2. Teil - Die Welt ohne Liebe : le comte Sodegg
- 1921 : Die Flucht ins Jenseits oder Die dunkle Gasse von New York : Max Dout
- 1921 : Tschetschensen-Rache
- 1921 : Das Haus der Qualen
- 1921 : Opfer der Keuschheit
- 1922 : Graf Festenberg
- 1922 : Liebe, Tor und Teufel
- 1922 : C.d.E.
- 1922 : Das goldene Netz : Frank Hutten
- 1922 : Das blinde Glück
- 1922 : Die vom Zirkus
- 1922 : Grenzwacht im Schnee
- 1922 : Tanz der Leidenschaft : Edward
- 1923 : Das rollende Schicksal
- 1923 : Der allmächtige Dollar
- 1923 : Die blonde Geisha : Percival Geshford
- 1924 : Die Liebesbriefe einer Verlassenen
- 1924 : Das Mädel von Pontecuculi : le prince Carlo XVII.
- 1924 : Rosenmontag
- 1924 : Sklaven der Liebe
- 1924 : Steuerlos
- 1924 : Frühlingserwachen
- 1924 : Das Spiel mit dem Schicksal : Friedrich Bessel
- 1925 : O alte Burschenherrlichkeit
- 1925 : Krieg im Frieden : le lieutenant von Folgen
- 1926 : Unsere Emden
- 1926 : Der Liebe Lust und Leid
- 1926 : Die elf Schill'schen Offiziere : officier français
- 1926 : Eleven Who Were Loyal
- 1926 : Die Tugendprobe. Eine lustige Begebenheit von der Waterkant
- 1926 : Die rote Maus
- 1927 : Hast Du geliebt am schönen Rhein? : Reinhold Werner
- 1927 : Kreuzer Emden : officier de marine
- 1927 : Ich war zu Heidelberg Student
- 1927 : An der Weser (hier hab' ich so manches liebe Mal...)
- 1927 : Die Lorelei
- 1927 : Laster der Menschheit de Rudolf Meinert
- 1927 : Die Villa im Tiergarten : Peter Lenz
- 1928 : Ich hatte einst ein schönes Vaterland
- 1928 : Das Hannerl von Rolandsbogen
- 1929 : Waterloo de Karl Grune : le roi Friedrich Wilhelm III.
- 1930 : Der Mönch von St. Bartholomä
- 1930 : Nuit d'angoisse : comme le banquier Clifford
- 1930 : Wenn Du noch eine Heimat hast
- 1931 : Im Banne der Berge
- 1931 : Victoria et son hussard : Taylor
- 1931 : Jeder fragt nach Erika
- 1931 : Das Lied der Nationen
- 1931 : Der Liebesarzt
- 1932 : Wenn am Sonntagabend die Dorfmusik spielt : comme le médecin
- 1932 : Trenck - Der Roman einer großen Liebe : comme un colonel
- 1932 : Theodor Körner
- 1932 : Chauffeur Antoinette
- 1932 : Zwei reparieren sich durch
- 1933 : Höllentempo
- 1933 : Ein Unsichtbarer geht durch die Stadt
- 1935 : Ein idealer Gatte
- 1936 : Es geht um mein Leben
- 1937 : Der Biberpelz (en) : officier du prince
- 1937 : Sherlock Holmes
- 1938 : Rote Orchideen
- 1938 : Verwehte Spuren : le portier parisien
- 1938 : Mordsache Holm
- 1938 : Chasse à l'homme
- 1938 : Die Umwege des schönen Karl
- 1938 : Le Tigre du Bengale (Der Tiger von Eschnapur) : un directeur du Crystal Palace[1]
- 1939 : Fasching
- 1939 : Der arme Millionär
- 1939 : Der vierte kommt nicht
- 1940 : Feinde : un réfugié
- 1940 : Das Fräulein von Barnhelm : officier
- 1940 : Der ewige Quell
- 1941 : Kameraden, comme le lieutenant von Hasse
- 1941 : Venus vor Gericht de Hans H. Zerlett